# Alternaria rhadina
Alternaria rhadina är en svampart som beskrevs av E.G. Simmons 1993. Alternaria rhadina ingår i släktet Alternaria och familjen Pleosporaceae.   Inga underarter finns listade i Catalogue of Life.